# 陽明海運

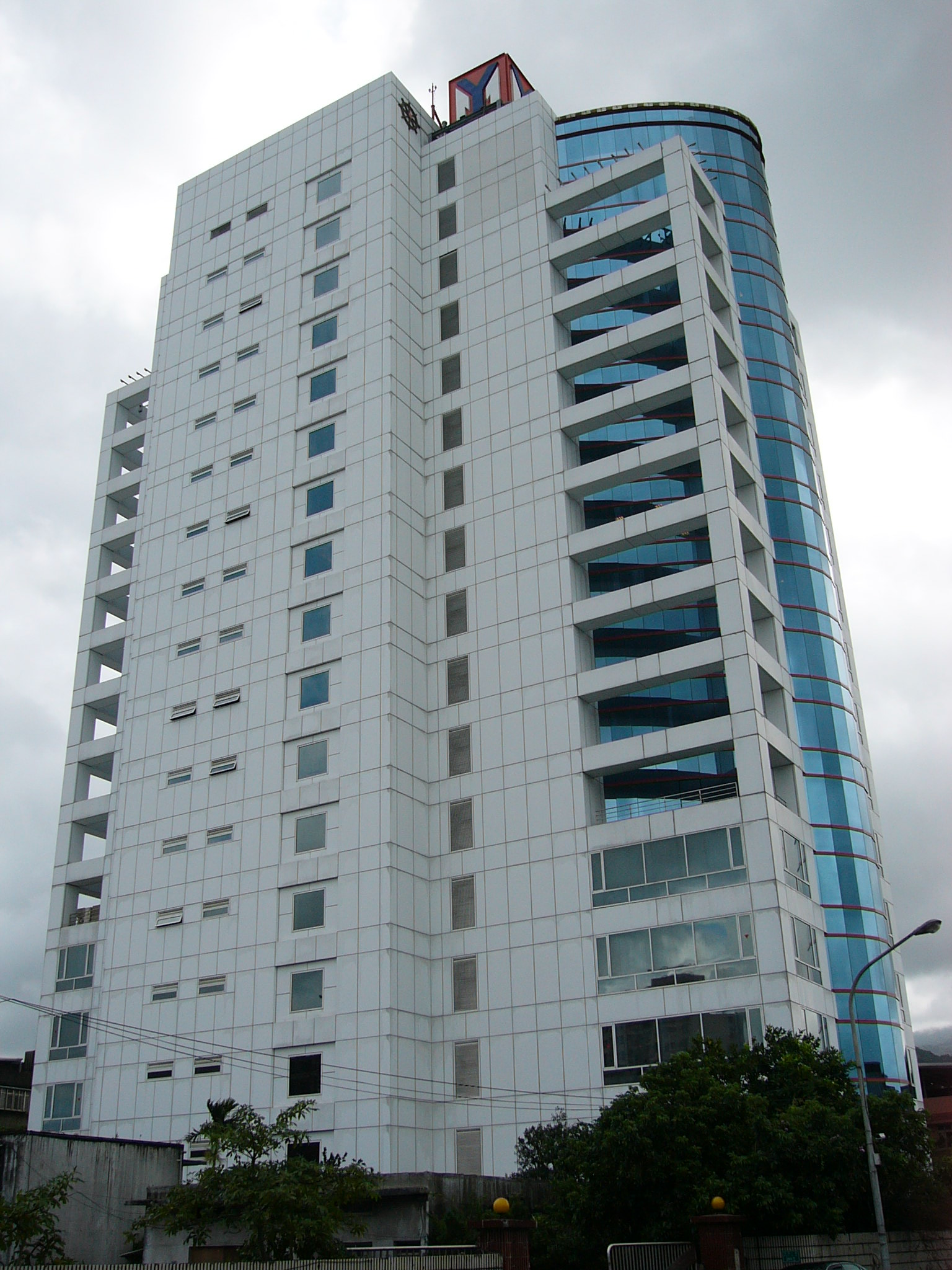
陽明海運の本社ビル

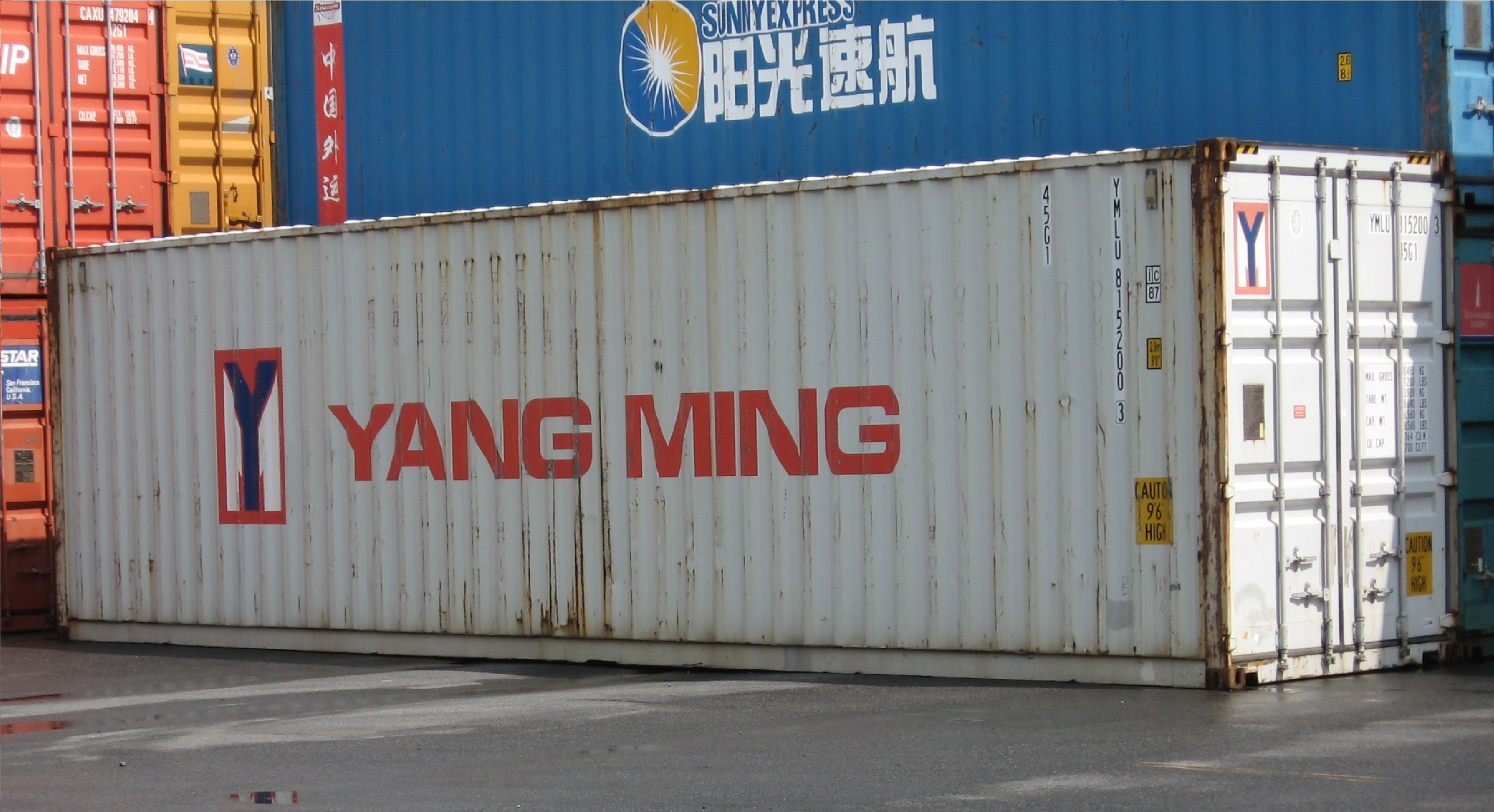
陽明海運のコンテナ

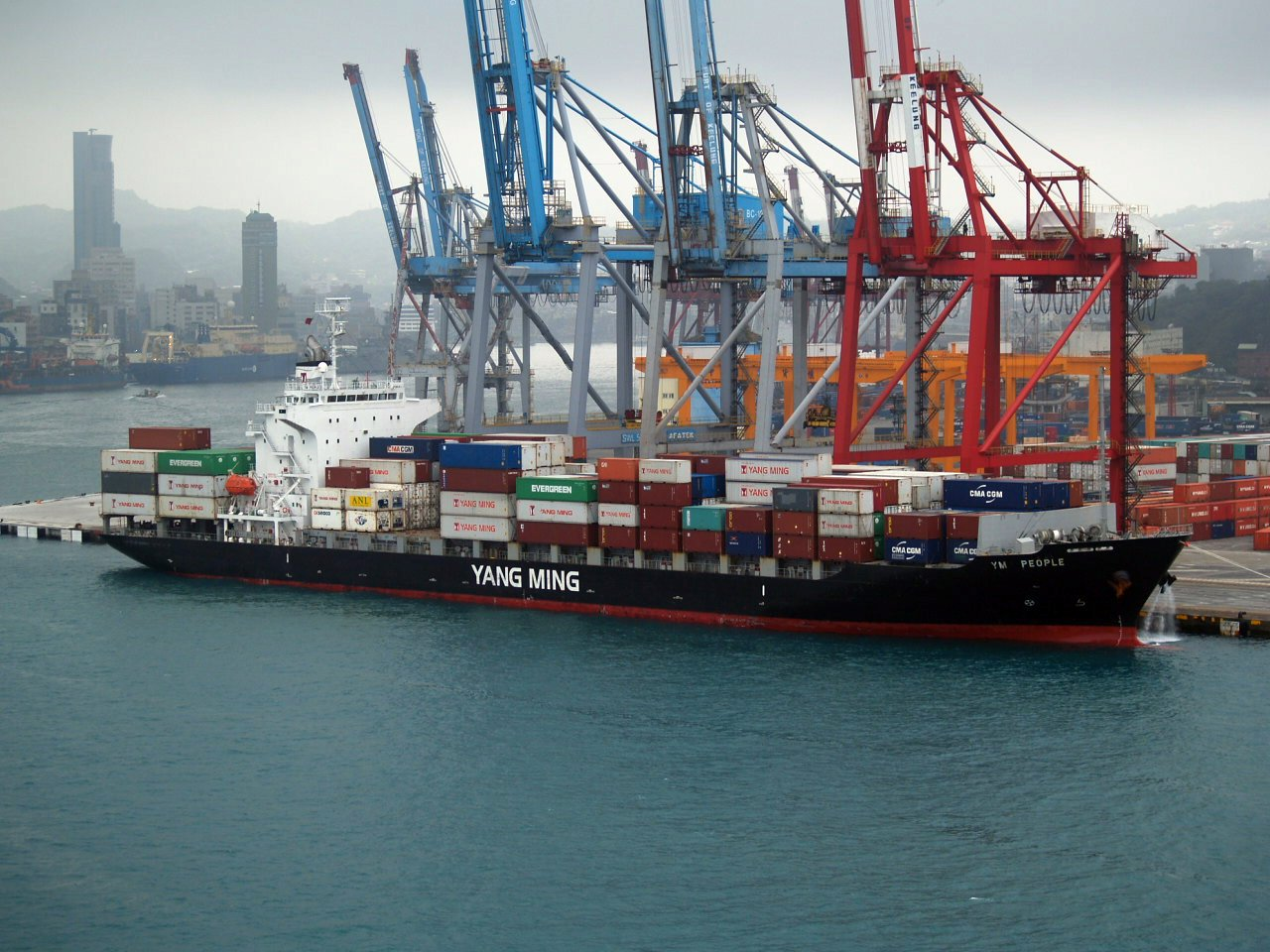
基隆港に停泊する陽明海運のコンテナ船「YM People」

陽明海運（ようめいかいうん、ヤンミン・マリン、繁体字: 陽明海運股份有限公司、英語: Yang Ming Marine Transport Corporation）は、台湾の大手コンテナ船運送会社・海運会社。本社は中華民国（台湾）基隆市にある。
陽明海運は1972年12月28日に設立されたが、その前身は1873年に清が上海で成立させた海運会社「輪船招商局」に遡る。社名は、「陽明」の二字に「日」、「太陽」、「光明」の意味を含めていること、「知行合一」、「即知即行」の思想を提唱し陽明学を樹立した王陽明を記念することによる。
長栄海運（EVERGREEN）、萬海航運（WAN HAI）とともに台湾の「海運3社」または「コンテナ3社」の1つ 。

## 歴史

### 輪船招商局
清の同治十一年（1872年）、直隷総督・李鴻章は、中国沿岸部や内陸河川での蒸気船による水運が外国人の手に握られていることに危機感を持ち、浙江海運局の総弁であった朱其昂に命じ、上海に官督商弁（民間商人が出資し官僚が監督する）の蒸気船海運会社「輪船招商公局」を設立させた。1873年1月14日、中国人が自ら出資し自ら経営する近代中国最初の海運会社である輪船招商局（China Merchants Steam Navigation Company）が正式に成立し、食料などの沿海輸送や河川輸送を行い、英米などの海運企業と競争を繰り広げた。
1909年、招商局は郵伝部の管轄となった。清が倒れ中華民国が成立した後、国民政府は1927年11月に招商局を中華民国交通部の直属とすることを公布した。1929年、中国国民党中央委員会は招商局を国民政府の直属とするよう改めた。1933年、中央政治会議は招商局を国営企業とすることを決議し、招商局は「国営招商局」と改名して交通部の管轄となった。1938年8月、国営招商局は改組して株式会社となり、「招商局輪船股份有限公司」となった。招商局は中国最大の水運会社として、商品や軍需物資の輸送に大きく貢献した。

### 陽明海運
1949年、中華民国政府は国共内戦の末台湾に逃れ、輪船招商局も台湾に移った。しかし中国大陸にも輪船招商局は残り、中華人民共和国の成立後はその国営企業として存続し、台湾と大陸に2つの「輪船招商局」が存在することになった。大陸の招商局の事業と資産は「中国人民輪船総公司」のものとなり、香港の分局が「招商局」の名で活動を続けて香港経由の大陸の対外物流を掌握した。現在は香港に本拠を置く中国政府系企業の招商局集団（China Merchants Group）となり、招商輪船や招商局国際など海運業や物流業を保有するほか、改革開放後は深圳市の蛇口工業区および漳州市の漳州開発区という大型工業団地の開発を行い、中国の大手金融機関である招商銀行や中国平安保険も設立している。
台湾においても、招商局は交通部に属する国営企業として運営され、その社長人事は当局の任命によった。1971年のアルバニア決議をきっかけに中華民国が国際連合を脱退し、1972年のニクソン訪中に代表されるように中華人民共和国を承認して中華民国と断交する国家が増える中、大陸政府が招商局の正式な継承者を名乗り、台湾側の招商局の海外資産を接収する事態を防ぐため、招商局の事業や資産は別会社に移されることになった。李鴻章による設立から100年目の1972年12月28日、台湾の輪船招商局は、国際航路を担当する公営企業である陽明海運を設立した。最初の本社は台北市懐寧街53号4楼に置かれた。陽明海運は1978年からコンテナ船の運航を開始し、国際的なコンテナ船企業として拡大する一方で、国営企業の輪船招商局は海運業務を次第に陽明海運にゆずって管理業務のみを行う会社となった。招商局は1995年まで存続したが、中華民国立法院の決議により、同年3月に陽明海運に吸収された。陽明海運は1996年に民営化された。2008年、ばら積み貨物船事業を光明海運に譲渡。

## 業容
コンテナ船事業の他に、グループには内陸輸送、港湾業務、国際物流などの物流企業を多数保有し、台湾、ベルギー、オランダ、アメリカ合衆国にコンテナターミナルを保有する。また基隆駅前の旧日本郵船ビルを改装して「陽明海洋文化藝術館」を設け、海洋文化や芸術活動の展示・教育などを行う財団法人陽明海運文化基金会を運営している。